# Der Duft der Frauen (1974)
Der Duft der Frauen (Profumo di donna), ein italienischer Spielfilm nach dem Roman Il buio e il miele von Giovanni Arpino aus dem Jahr 1974, bewegt sich zwischen Komödie und melancholischem Drama. Unter der Regie von Dino Risi gab Vittorio Gassman in der Hauptrolle einen blinden Offizier, wofür er mehrfach ausgezeichnet wurde: Mit den italienischen Filmpreisen David di Donatello und Nastro d’Argento sowie in Cannes 1975.

## Handlung
Ein junger Soldat erhält den Sonderauftrag, einen ehemaligen, bei einem Sprengstoffunfall erblindeten Hauptmann nach Neapel zu begleiten. Er holt den Mann, Fausto, bei dessen alter Tante in Turin ab. Der verbitterte, einsame Offizier spricht mit fast allen Menschen herablassend und nennt den Soldaten fortan „Ciccio“ (dt. „Dickerchen“). Ciccio ist von Faustos Sprücheklopferei genervt. Zudem beginnt er sich Sorgen zu machen, als er in Faustos Koffer eine Pistole und das Foto einer schönen, jungen Frau findet.
Den ersten Halt auf ihrer Bahnreise legen sie in Genua ein. Dort offenbart sich Ciccio, dass Fausto allem Anschein nach die Anwesenheit von Frauen riechen kann. Dieser verlangt von Ciccio nach der Prostituierten zu suchen, die er am Tag zuvor an einer bestimmten Straße gerochen hat. Obwohl sich die gefundene Dirne Mirka als eine andere erweist, ist er zufrieden. In Rom übernachten sie in einem von Nonnen geführten Hotel, wo Fausto mit seinem Vetter, einem Priester, ein Gespräch über existenzielle Lebensfragen führt. Danach treffen sie kurz Ciccios Freundin Diana, von der Fausto behauptet, sie müsse eine Gelegenheitsprostituierte sein, da sie sich ihre Handtasche und ihr Parfüm anders nicht leisten könne. Die Zeit in Neapel verbringen sie bei Faustos Verwandten. Unter diesen ist ein weiterer blinder Militär, Vincenzo, mit dem Fausto eine geheime Absprache zu haben scheint, sowie Sara, die junge Frau auf dem Foto. Noch als Schülerin hatte sie sich in den schneidigen Fausto verliebt und trägt ihm ihre Liebe an, die dieser jedoch entschieden zurückweist. In der Nacht unternehmen Fausto und Vincenzo einen gemeinsamen Versuch, sich das Leben zu nehmen. Fausto sollte Vincenzo gemäß ihrer geheimen Absprache erschießen, verfehlt ihn aber. Um sich selbst zu richten, fehlt ihm der Mut. Ciccio und Sara helfen ihm dabei, den Vorfall als Unfall darzustellen und bringen ihn aufs Land. Ciccio kehrt zur Truppe zurück. Fausto erkennt, dass er ohne Sara nicht auskommen kann, und nimmt ihre Hilfe an.

## Hintergründe
Faustos Zwischenhalt in Rom hat den Grund, dass er um den Segen seines Cousins Don Carlo bitten will. Er will den Segen im Voraus für seine Taten, die er in Neapel begehen wird. Don Carlo aber beneidet ihn schon wegen seines Leidens, das in jeder Minute seines Lebens bei ihm ist. Denn weil das Kreuz an dem er so schwer zu tragen hat, zum Sinn seines Lebens geworden ist.
Der „Ciccio“-Darsteller Alessandro Momo starb am 20. November 1974, kurz nachdem die Dreharbeiten beendet waren, durch einen Motorradunfall in Rom, unweit einiger Drehorte.

## Kritiken
Der katholische film-dienst bedauerte 1975, die Tragik des Themas scheine nur gelegentlich durch, Risi bleibe mit vordergründigen Effekten, drastischen Dialogen, Geschmacklosigkeiten und zotigem Klamauk an der Oberfläche. „Durch die Beschränkung auf das Sexuelle klammert Risi die allgemein-menschliche Seite des Problems fast gänzlich aus und verengt das Thema auf den individuellen Fall eines in seinen amourösen Ambitionen behinderten Casanovas.“ Das Ende deutete der film-dienst als Kitsch. Dank des „fulminanten“ Gassman sei der Film aber mehr als nur eine Klamotte. Dan Yakir fand 1985, Stil und Inhalt ergäben zusammen ein vollkommenes Kunstwerk. Verkleidet als erotische Komödie, gehe Risis vertiefender Film Fragen nach dem menschlichen Wesen, Äußerungen von Männlichkeit und dem Verlust von Unschuld nach. Hinter der sonnigen, humorvollen Fassade lauere ein Abgrund von Schmerz und Verzweiflung. 1995 meinte Jean Tulard, Der Duft der Frauen sei „ein bitterer und verzweifelter Film, der mit der Distanzierung spielt, um das Publikum zum Lachen zu bringen.“

## Neuverfilmung
1992 wurde der Stoff vom US-Regisseur Martin Brest mit dem Titel Der Duft der Frauen noch einmal verfilmt, wobei man den Schauplatz in die Vereinigten Staaten verlegte. Al Pacino spielte die Hauptrolle.

## Auszeichnungen
- David di Donatello: Beste Regie und Bester Hauptdarsteller
- Nastro d’Argento: Bester Hauptdarsteller
- Internationale Filmfestspiele von Cannes 1975: Bester Hauptdarsteller
- César: Bester ausländischer Film
- Oscarverleihung 1976: Nominiert für das beste adaptierte Drehbuch und den besten fremdsprachigen Film